# La Fleur du Capital
La Fleur du Capital est le premier roman de Jean-Noël Orengo, paru le 7 janvier 2015 aux éditions Grasset. Il a été récompensé la même année par le prix de Flore et le prix Sade.

## Résumé
Le roman décrit de façon polyphonique — au travers des portraits de cinq personnages constituant chacun un acte et des scènes à la manière théâtrale — la vie des prostitués, hommes ou femmes, et des clients de la « capitale mondiale de la prostitution », Pattaya en Thaïlande où Jean-Noël Orengo a résidé à de nombreuses reprises chaque année depuis 2007 et a fait la rencontre de différentes personnes qui l'ont inspiré.

## Réception critique
Ce roman, considéré comme une « œuvre-somme », est particulièrement remarqué par la critique,,, notamment par le magazine Transfuge qui en fait sa couverture et son dossier de janvier 2015, et a fait partie des quatre romans retenus dans la sélection finale du prix Goncourt du premier roman.
Le 24 septembre 2015, le roman obtient le prix Sade (ex-æquo avec Les Sangs d'Audrée Wilhelmy) puis, le 10 novembre, est récompensé par le prix de Flore.

## Éditions
- Éditions Grasset, 2015,  (ISBN 978-2-246-85253-7).